# Σ-радикал
σ-радикал, сигма-радикал (англ. sigma-radical) — радикал, в якому неспарений електрон є локалізованим в основному на σ-орбіталі. Наприклад, фенільний С6H5•, вінільний CH2=СН•, формільний HC• =O радикали.